# Eurogroepwerkgroep
De Eurogroepwerkgroep (EWG) is een voorbereidende instantie die bestaat uit vertegenwoordigers van de eurozonelidstaten in het Economisch en Financieel Comité, de Europese Commissie en de Europese Centrale Bank. De EWG ondersteunt de eurogroep en haar voorzitter bij de voorbereiding van de besprekingen van de ministers. De EWG vergadert doorgaans één keer per maand, kort voor de vergadering van de eurogroep. De leden van de EWG zijn ook lid van de Raad van bewind van het Europees Stabiliteitsmechanisme.
De leden van de EWG kiezen uit hun midden een voorzitter voor een termijn van twee jaar, die kan worden verlengd. De voorzitter houdt kantoor in het secretariaat-generaal van de Raad van de Europese Unie in Brussel. Sinds 1 april 2020 is Tuomas Saarenheimo voorzitter van de Eurogroepwerkgroep. Eerdere voorzitters waren Thomas Wieser (2011-2018) en Hans Vijlbrief (2018-2020).